# Рыбаков, Ярослав Владимирович
Яросла́в Влади́мирович Рыбако́в (род. 22 ноября 1980, Могилёв, Белорусская ССР) — российский прыгун в высоту, бронзовый призёр летних Олимпийских игр 2008 года в Пекине, чемпион мира 2009 года и трёхкратный вице-чемпион мира, чемпион мира 2006 года в помещении, чемпион Европы 2002 года. Заслуженный мастер спорта России.

## Биография
Родился 22 ноября 1980 года в Могилёве. В малышовой группе первым тренером Ярослава был ученик его отца Александр Митько, а затем сам его отец — Владимир Рыбаков. В 1995 году Рыбаковы переехали из Белоруссии в Ярославль, на родину отца. Ярослав получал высшее образование в Ярославском техническом университете, но его пришлось бросить из-за спорта. Затем семья перебралась в Москву.

## Результаты
Неоднократный победитель первенств России (1997—2000), двукратный серебряный призёр (1997, 1998) и бронзовый призёр (1999) первенств Европы.
| Год  | Турнир                       | Город                | Результат | Справка                            |
| ---- | ---------------------------- | -------------------- | --------- | ---------------------------------- |
| 2001 | Чемпионат мира               | Эдмонтон, Канада     | 2-й       | 2,33 м                             |
| 2002 | Чемпионат Европы в помещении | Вена, Австрия        | 3-й       |                                    |
| 2002 | Чемпионат Европы             | Мюнхен, Германия     | 1-й       |                                    |
| 2003 | Чемпионат мира в помещении   | Бирмингем, Англия    | 2-й       | 2,33 м                             |
| 2004 | Чемпионат мира в помещении   | Будапешт, Венгрия    | 2-й       | 2,32 м                             |
| 2004 | Летние Олимпийские игры      | Афины, Греция        | 6-й       | 2,32 м                             |
| 2005 | Чемпионат Европы в помещении | Мадрид, Испания      | 2-й       | 2,38 м (личный рекорд в помещении) |
| 2005 | Чемпионат мира               | Хельсинки, Финляндия | 2-й       | 2,29 м                             |
| 2006 | Чемпионат мира в помещении   | Москва, Россия       | 1-й       |                                    |
| 2007 | Чемпионат мира               | Осака, Япония        | 2-й       | 2,35 м (личный рекорд)             |
| 2008 | Летние Олимпийские игры      | Пекин, Китай         | 3-й       | 2,34 м                             |
| 2009 | Чемпионат мира               | Берлин, Германия     | 1-й       |                                    |
| 2010 | Чемпионат мира в помещении   | Доха, Катар          | 2-й       | 2,31 м                             |

## Награды и звания
- Медаль ордена «За заслуги перед Отечеством» II степени — За большой вклад в развитие физической культуры и спорта, высокие спортивные достижения на Играх XXIX Олимпиады 2008 года в Пекине[2]
- Заслуженный мастер спорта России